# Gorizont 13
O Gorizont 13 (também conhecido por Gorizont 22L) foi um satélite de comunicação geoestacionário soviético da série Gorizont construído pela NPO PM. Ele esteve localizado na posição orbital de 90 graus de longitude leste e era operado pela RSCC (Kosmicheskiya Svyaz). O satélite foi baseado na plataforma KAUR-3 e sua expectativa de vida útil era de 3 anos.

## Lançamento
O satélite foi lançado com sucesso ao espaço no dia 18 de novembro de 1986, por meio de um veículo Proton-K/Blok-DM-2, lançado a partir do Cosmódromo de Baikonur, no Cazaquistão. Ele tinha uma massa de lançamento de 2.300 kg.

## Capacidade
O Gorizont 13 era equipado com 6 transponders em banda C e um em banda Ku.